# Royal Society
Pour les articles homonymes, voir Société royale.
La Royal Society, dont le nom officiel est Royal Society of London for the Improvement of Natural Knowledge et que l'on peut traduire littéralement par « Société royale de Londres pour l'amélioration des connaissances naturelles », est une institution fondée en 1660 siégeant au Carlton House Terrace à Londres et destinée à la promotion des sciences. Cette société savante est l’équivalent de l’Académie des sciences en France.
L'Académie royale d'Irlande, fondée en 1782, lui est affiliée. La Royal Society of Edinburgh, fondée en 1783, est une institution écossaise indépendante.

## Membres renommés

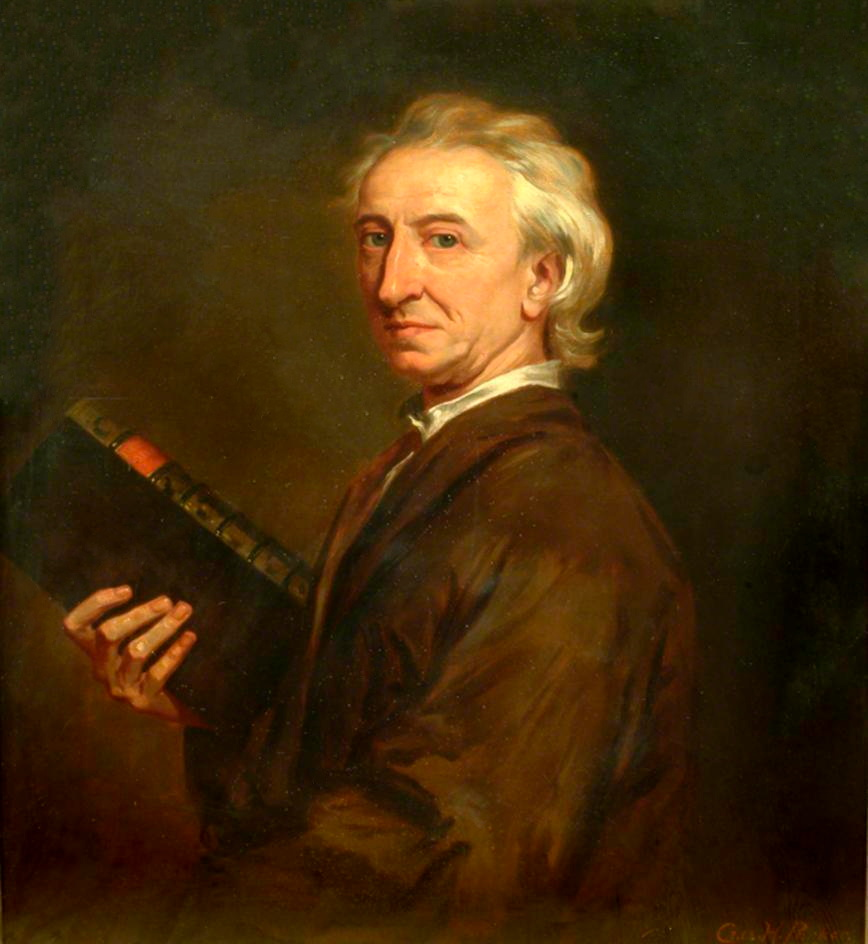
John Evelyn, un des dix fondateur de la société savante

De très nombreux savants ont contribué à la création et à l'essor de la Royal Society. Elle compte parmi les membres fondateurs Robert Boyle, John Evelyn, Robert Hooke, William Petty, John Wallis, John Wilkins, Thomas Willis, Jean Chardin, Elias Ashmole et Christopher Wren. Isaac Newton y présenta sa théorie de l’optique, et en devint plus tard le président.
Par sa devise Nullius in verba (ne croire personne sur parole), la Royal Society affirme sa volonté d'établir la vérité dans le domaine scientifique sans recourir à l'autorité d'une personne et en se fondant exclusivement sur l’expérience. Ses fondements philosophiques s'écartent donc radicalement de ceux que l’on observait par exemple dans la scolastique, où la vérité scientifique était fondée sur la logique déductive en accord avec la divine providence et avec l'appui des autorités anciennes, comme Aristote.

## Indépendance
Au XIXe siècle, un système de subventions parlementaires a été introduit, permettant à la Société d'aider au développement scientifique tout en restant un organisme indépendant. La Société alloue désormais près de 42 millions de livres sterling chaque année à partir de subventions gouvernementales, de dons et de legs d'organisations et de particuliers.

## Liste sélective de présidents
- William Brouncker (1662-1677)
- Christopher Wren (1680-1682)
- Samuel Pepys (1684-1686)
- Isaac Newton (1703-1727)
- Joseph Banks (1778-1820)
- Humphry Davy (1820-1848)
- Lord Rosse (1848-1854)
- Joseph Dalton Hooker (1873-1878)
- Thomas Henry Huxley (1883-1885)
- George Stokes (1885-1890)
- Lord Kelvin (1890-1895)
- Ernest Rutherford (1925-1930)
- Robert Robinson (1945-1950)
- Aaron Klug (1995-2000)
- Robert May (2000-2005)
- Martin Rees (2005-2010)
- Paul Nurse (2010-2015)
- Venkatraman Ramakrishnan (2015-2020)
- Adrian Smith (depuis 2020)

## Chronologie

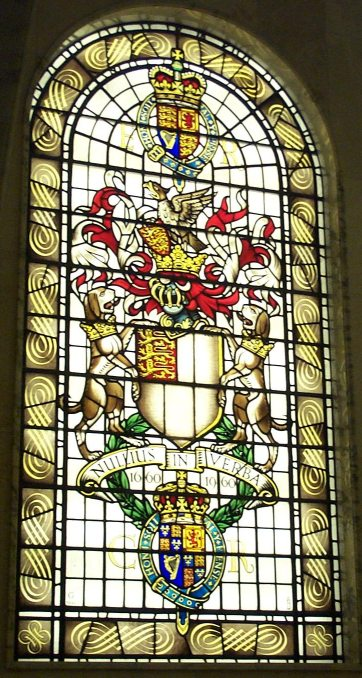
Les armes de la Royal Society sur un vitrail avec la devise Nullius in verba.

- Années 1640 : Premières rencontres informelles du « collège invisible »
- 1660 : Fondation le 28 novembre au Gresham College[2]
- 1661 : Le nom de la Royal Society apparaît pour la première fois imprimé, et la bibliothèque reçoit ses premiers livres.
- 1662 : La charte royale du roi Charles II en date du 15 juillet 1662 autorise la Royal Society à publier des livres
- 1663 : Une deuxième charte royale en date du 22 avril 1663 est accordée à la Royal Society, elle devient la Société Royale de Londres pour l’amélioration des connaissances naturelles[3]
- 1665 : Première parution des Philosophical Transactions
- 1666 : Le grand incendie de Londres oblige la Royal Society à déménager à Arundel House
- 1669 : Troisième charte royale ; la proposition de faire du Chelsea College (en) le siège de la Royal Society est rejetée pour construire à la place le Chelsea Hospital
- 1673 : Retour à Gresham College[4]
- 1710 : La Royal Society achète son siège à Crane Court
- 1780 : Déménagement sur le site de Somerset House fourni par la couronne[5]
- 1847 : Changement des critères de sélection pour s’assurer que les futurs membres seront élus exclusivement sur la base de leur mérite scientifique
- 1850 : Première subvention de £1 000 du parlement britannique pour aider les scientifiques dans leurs recherches et acheter des équipements
- 1857 : Déménagement à Burlington House dans le quartier de Piccadilly
- 1944 : Les femmes sont admises en tant que fellows et, en 1945, les deux premières sont Marjory Stephenson et Kathleen Lonsdale[6] suivies en 1946 par Agnes Arber puis en 1947 par Dorothy Hodgkin[Note 1]
- 1967 : Déménagement à son siège actuel de Carlton House Terrace[1].

## Médailles, leçons magistrales prestigieuses et prix

### Médailles
Ces médailles récompensent chaque année (ou tous les deux ou trois ans suivant la médaille) des recherches couvrant tous les domaines de la science. Elles sont au nombre de dix :
- Médaille Buchanan, créée en 1897 - sciences médicales
- Médaille Copley, créée en 1731 - toutes les branches de la science
- Médaille Darwin, créée en 1890 - sciences biologiques dans lesquelles Darwin a travaillé
- Médaille Davy, créée en 1877 - sciences chimiques
- Médaille Gabor, créée en 1989 - sciences de la vie : biologie moléculaire et ingénierie génétique
- Médaille Hughes, créée en 1902 - sciences physiques : électricité et magnétisme
- Médaille Leverhulme, créée en 1960 - chimie pure et appliquée
- Médaille royale, créée 1826 - sciences naturelles et appliquées
- Médaille Rumford, créée en 1800 - propriétés optique et thermique de la matière
- Médaille Sylvester, créée en 1901 - recherches mathématiques

### Leçons magistrales prestigieuses

#### Nationales
- Bakerian Lecture
- Clifford Paterson Lecture
- Crick Lecture
- Croonian Lecture, attribuée pour la première fois en 1738
- Ferrier Lecture
- Leeuwenhoek Lecture
- Wilkins-Bernal-Medawar Lecture

#### Internationales
- Blackett Memorial Lecture
- Claude Bernard Lecture
- Humphry Davy Lecture
- Rutherford Memorial Lecture
- UK-Canada Rutherford Lecture

#### Historiques
- Esso Energy Award
- Florey
- Philips Lecture
- Pilgrim Trust
- Tercentenary
- Bernal
- Medawar
- Wilkins lecture

### Prix
- Armourers & Brasiers’ Prize
- GlaxoSmithKline Prize and Lecture
- Hauksbee Awards
- Kohn Award
- Prix Michael-Faraday
- Mullard Award
- Prix Pfizer
- Prix Rosalind-Franklin
- Prix Microsoft
- Kohn Award